# Örnsköldsviks norra pastorat
Örnsköldsviks norra pastorat är ett pastorat inom Svenska kyrkan i Örnsköldsviks kontrakt i Härnösands stift. Pastoratet har pastoratskoden 100603 och ligger i Örnsköldsviks kommun. 
Pastoratet bildades 1 januari 2022 av Arnäs, Gideå och Trehörningsjö pastorat, Örnsköldsviks församling och Grundsunda församling och består av:
- Arnäs församling
- Gideå-Trehörningsjö församling
- Örnsköldsviks församling
- Grundsunda församling